# 狭苞巍山香科科
狭苞巍山香科科（学名：Teucrium manghuaense var. angustum）为唇形科香科科属下的一个变种。

## 扩展阅读
- 維基物種上的相關：狭苞巍山香科科